# Landmark Records
Landmark Records was een Amerikaans jazz-platenlabel, in 1985 opgericht door schrijver en jazz-producer Orrin Keepnews als opvolger van Milestone Records. Het label bracht jazzplaten uit van onder meer Cannonball Adderley, Bobby Hutcherson, Jack DeJohnette, Yusef Lateef, Jimmy Heath, Donald Byrd en Elvin Jones. In 1993 kwam het label in handen van Muse Records.